# Лобас Петро Павлович
Петро́ Па́влович Лобас (нар. 27 квітня 1947) — український самбіст й дзюдоїст, тренер, почесний працівник фізичної культури та спорту.

## Життєпис
Народився 1947 року в селі Улянівка (сучасне Вознесенське, Чернігівський район, Чернігівська область). Захоплювався боротьбою, серед спаринг-партнерів був і Сергій Мельниченко.
В 1972—1976 роках працював старшим тренером спортивних товариств «Локомотив», «Буревісник».
Займався самбо й дзюдо, 1974 року здобув звання майстра спорту. Виступав за спортивні товариства «Динамо» (Чернігів), київські «Авангард», «Локомотив», СКА.
В 1976—1993 роках — державний тренер СРСР по Україні з самбо та дзюдо, згодом — Державного комітету спорту України.
1979 року закінчив Київський інститут фізичної культури.
Від 1982 року — член виконкому Федерації самбо УРСР — згодом України.
Від 1995 року — суддя міжнародної категорії з самбо.
З 1998 року — віце-президент Чернігівської обласної Асоціації спортивної боротьби та східних єдиноборств.
1999 року відзначений орденом Богдана Хмельницького 3-го ступеня.
В 2001—2009 роках — голова, протягом 2011—2011 років — тренер Чернігівської обласної ради спортивного товариства «Спартак». Від 2011 року — директор Чернігівської обласної ДЮСШ для дітей-сиріт «Олімп».
2005 року вшанований почесним званням заслуженого тренера України.
Спортивні досягнення:
- срібний призер чемпіонату УРСР серед юнаків з самбо, 1965
- дворазовий чемпіон СРСР з самбо (1972 та 1974 роки)
- дворазовий бронзовий призер чемпіонату СРСР з дзюдо серед спортивних товариств «Локомотив».

Серед вихованців — Гайнутдінова Луіза Анатоліївна, Смаль Наталія Миколаївна, майстри спорту з самбо О. Довженок, Валентина Синдєєва.